# Зариньш, Кристапс
Кристапс Зариньш (латыш. Kristaps Zariņš; 10 апреля 1962, Рига) — советский и латвийский художник и преподаватель изобразительного искусства. Профессор и ректор Латвийской Художественной академии.

## Биография
Кристапс Зариньш родился 1962 году в Риге. В 1980 окончил Художественную школу имени Яниса Розенталя. В 1986 окончил отделение Живопись в Латвийской Художественной академии с дипломной работой под руководством профессора Имантса Вецозолса. С 1989 по 1990 год проходил обучение во Франции, в Школе изящных искусств и в Сорбонне.
Зариньш начал участвовать в выставках в 1979 году. Первая персональная выставка состоялась в Париже в 1990 году. Работы Кристапса Зариньша находятся в собраниях Латвийского национального художественного музея, Музея Союза художников Латвии, нескольких коллекциях в Москве, частных коллекциях в Латвии, Швейцарии, Норвегии, Германии, Дании, Франции, России, США, Великобритании, Японии, Италии.
Кристапс Зариньш начал свою педагогическую карьеру в 1986 году в качестве преподавателя Латвийской художественной академии. В 1992 году назначен доцентом, а в 1994 году — профессором. В 2007 году избран проректором, а в 2017 году — ректором Латвийской художественной академии.

## Награды
- Кавалер ордена «За заслуги перед Итальянской Республикой» (19 апреля 2004 года, Италия)[2]